# Bisdom Tuxpan
Het bisdom Tuxpan (Latijn: Dioecesis Tuxpaniensis) is een rooms-katholiek bisdom met als zetel Tuxpan, in Mexico. Het bisdom is suffragaan aan het aartsbisdom Jalapa. 

## Geschiedenis
Het bisdom werd opgericht op 9 juni 1962, uit delen van de bisdommen Huejutla, Papantla, Tulancingo en Tampico.

## Parochies
Het bisdom had in 2020 een oppervlakte van 19.000 km2 en telde 1.165.000 inwoners waarvan 77,3% rooms-katholiek was.

## Bisschoppen
- Ignacio Lehonor Arroyo (15 Jan 1963 - 2 Sep 1982)
- Mario de Gasperín Gasperín (3 Jun 1983 - 4 Apr 1989)
- Luis Gabriel Cuara Méndez (6 Aug 1989 - 18 Feb 2000)
- Domingo Díaz Martínez (23 Mar 2002 - 4 Jun 2008)
- Juan Navarro Castellanos (12 Feb 2009 - 27 Feb 2021)
- Roberto Madrigal Gallegos (27 Feb 2021 - heden)

Jalapa (aartsbisdom) · Coatzacoalcos · Córdoba · Orizaba · Papantla · San Andrés Tuxtla · Tuxpan · Veracruz